# Автошлях B39 (Німеччина)
Федеральний автошлях 39 (B39, нім. Bundesstraße 39)  — федеральна дорога в Німеччині, проходить від Франкенштайна в Пфальцькому лісі з перервою через пониження до Майнгардта в Баден-Вюртемберзі. Дорога пролягає в землі Рейнланд-Пфальц через Ламбрехт, Нойштадт-ан-дер-Вайнштрассе, Шпаєр і в Баден-Вюртемберзі через Гоккенгайм, закінчуючись на південь від Шветцингена на перехресті Шветцінген/Хоккенхайм. Друга ділянка веде від розв'язки-Рауенберга через Зінсхайм і Хайльбронн до Майнгардта. Він перетинає автомагістралі A65, A6, A81 та річку Рейн біля Шпаєра через міст Сальєр.